# Жири
Жири (фр.  — „порота”) група је стручњака који дају свој став о квалитету нечега и одлучују о додели награда. Сама реч жири потиче из француског језика. Жири се појављује на фестивалима, изложбама, квизовима и сл.